# (243) Ida
(243) Ida – planetoida średniej wielkości krążąca w głównym pasie planetoid.

## Odkrycie
Planetoida została odkryta 29 września 1884 roku w Obserwatorium Uniwersyteckim w Wiedniu przez Johanna Palisę. Jej nazwa pochodzi od Idy, nimfy kreteńskiej z mitologii greckiej, która miała wychowywać małego Zeusa.

## Orbita
Orbita Idy jest nachylona do płaszczyzny ekliptyki pod kątem 1,13°. Na jeden obieg wokół Słońca potrzebuje 4,83 roku, krążąc w średniej odległości 2,86 j.a. Średnia prędkość orbitalna wynosi ok. 17,6 km/s.
Planetoidę tę zalicza się do rodziny Koronis.

## Właściwości fizyczne
Ida ma nieregularny kształt; jej rozmiary wynoszą 53,6 × 24,0 × 15,2 km. Ma albedo 0,238 i jasność absolutną 9,94m. Zalicza się do typu S. Średnia temperatura na powierzchni sięga 158 K.
28 sierpnia 1993 roku obok Idy przeleciała sonda Galileo, fotografując ją oraz badając jej właściwości fizyczne. Planetoida ma szaro-brązową powierzchnię pokrytą licznymi kraterami uderzeniowymi, na której dodatkowo miejscami zalega warstwa regolitu.
Powierzchnia zawiera wiele krzemianów oraz związków żelaza.

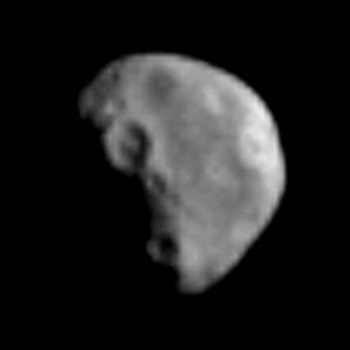
Daktyl

## Księżyc Daktyl
Podczas przelotu sondy Galileo obok Idy odkryto mały księżyc Daktyl. Jego średnica wynosi 1,5 km, obiega on Idę w odległości ok. 108 km w czasie 1,54 dnia.

## Formacje geologiczne na powierzchni Idy i Daktyla
Zestawienie znanych i nazwanych oficjalnie formacji na powierzchni 243 Idy i Daktyla.
Nazwy regionów na powierzchni Idy pochodzą od nazwiska odkrywcy Johanna Palisy oraz miejsc, w jakich pracował.
| Region       | Pochodzenie nazwy |
| ------------ | ----------------- |
| Palisa Regio | Johann Palisa     |
| Pola Regio   | Pula, Chorwacja   |
| Vienna Regio | Wiedeń            |

Jedynym nazwanym grzbietem górskim na Idzie jest Townsend Dorsum, od Tima Townsenda, członka zespołu kierującego misją Galileo.
Nazwy kraterów na Idzie zostały zapożyczone od jaskiń na Ziemi:
| Krater       | Nazwa pochodzi od                      |
| ------------ | -------------------------------------- |
| Afon         | Jaskinia Nowoatońska, Abchazja         |
| Atea         | Jaskinia Atea, Papua-Nowa Gwinea       |
| Azzurra      | Azzurra Grotta, Włochy                 |
| Bilemot      | Jaskinia Bilemot, Korea                |
| Castellana   | Grotte di Castellana, Włochy           |
| Choukoutien  | Choukoutien, Chiny                     |
| Fingal       | Grota Fingala, Wielka Brytania         |
| Kartchner    | Kartchner Caverns, Arizona, USA        |
| Kazumura     | Jaskinia Kazumura, Hawaje, USA         |
| Lascaux      | Lascaux, Francja                       |
| Lechuguilla  | Jaskinia Lechuguilla, Nowy Meksyk, USA |
| Mammoth      | Mammoth Cave, Kentucky, USA            |
| Manjang      | Jaskinia Manjang, Korea                |
| Orgnac       | Jaskinia Orgnac, Francja               |
| Padirac      | Jaskinia Padirac, Francja              |
| Peacock      | Jaskinia Peacock, Floryda, USA         |
| Postojna     | Postojna, Słowenia                     |
| Sterkfontein | Sterkfontein, Południowa Afryka        |
| Stiffe       | Jaskinia Stiffe, Włochy                |
| Undara       | Jaskinia Undara, Australia             |
| Viento       | Jaskinia Viento, Hiszpania             |

Kraterom uderzeniowym na powierzchni Daktyla nadano nazwy pochodzące od mitologicznych Daktylów:
| Krater | Nazwa pochodzi od |
| ------ | ----------------- |
| Acmon  | Acmon             |
| Celmis | Celmis            |